# Julio Bascuñán
Julio Alberto González Bascuñán (Santiago de Xile, 11 de juny de 1978) és un àrbitre de futbol xilè. És internacional des del 2011.
Bascuñán arbitra partits de la Primera División xilena des del 2009. El 2011 va entrar al comitè xilè de la FIFA i la CONMBEBOL. Ha dirigit partits de la Copa Libertadores, de la Copa América (2015 i 2016) i de la Copa del Món (2018).